# Luxemburg op het Eurovisiesongfestival 1988
Luxemburg nam deel aan het Eurovisiesongfestival 1988 in Dublin, Ierland. Het was de tweeëndertigste deelname van het land aan het Eurovisiesongfestival.

## Selectieprocedure
Net als een jaar eerder werd in 1988 gekozen voor een interne selectie door de nationale omroep. Er werd gekozen voor de zangeres Lara Fabian met het lied Croire.

## In Dublin
Op het songfestival trad Luxemburg als 17de aan, na België en voorafgaand aan Italië. Aan het einde van de puntentelling bleek dat het land op een vierde plaats was geëindigd met 90 punten. Men ontving drie keer het maximum van de punten. Nederland en België hadden respectievelijk 5 en 8 punten over voor deze inzending.

### Gekregen punten

#### Finale
| 12 punten                         | 10 punten            | 8 punten      | 7 punten                            | 6 punten     |
| --------------------------------- | -------------------- | ------------- | ----------------------------------- | ------------ |
| - Finland - Ierland - Zwitserland | - Zweden             | - België      | - Verenigd Koninkrijk               | - Noorwegen  |
| 5 punten                          | 4 punten             | 3 punten      | 2 punten                            | 1 punt       |
| - Nederland                       | - IJsland - Portugal | - Joegoslavië | - Denemarken - Griekenland - Italië | - Oostenrijk |

### Punten gegeven door Luxemburg

#### Finale
Punten gegeven in de finale:
| 12 punten | Nederland           |
| 10 punten | Frankrijk           |
| 8 punten  | Verenigd Koninkrijk |
| 7 punten  | Joegoslavië         |
| 6 punten  | Spanje              |
| 5 punten  | Israël              |
| 4 punten  | Turkije             |
| 3 punten  | Zweden              |
| 2 punten  | Italië              |
| 1 punt    | Zwitserland         |

1956 · 1957 · 1958 · 1959 · 1960 · 1961 · 1962 · 1963 · 1964 · 1965 · 1966 · 1967 · 1968 · 1969 · 1970 · 1971 · 1972 · 1973 · 1974 · 1975 · 1976 · 1977 · 1978 · 1979 · 1980 · 1981 · 1982 · 1983 · 1984 · 1985 · 1986 · 1987 · 1988 · 1989 · 1990 · 1991 · 1992 · 1993 · 1994-2023 · 2024 · 2025